# Tukia (sjö i Nyslott, Södra Savolax)
Tukia är en sjö i kommunen Nyslott i landskapet Södra Savolax i Finland. Sjön ligger 94,2 meter över havet. Arean är 1,22 kvadratkilometer och strandlinjen är 15,54 kilometer lång. Sjön  ingår i Vuoksens huvudavrinningsområde.   Den ligger omkring 120 kilometer nordöst om S:t Michel och omkring 330 kilometer nordöst om Helsingfors. 